# Hanriot HD.14
L'Hanriot HD.14 fu un aereo da addestramento, monomotore, biposto e biplano, sviluppato dall'azienda aeronautica francese Société Anonyme des Appareils d'Aviation Hanriot nei tardi anni dieci del XX secolo.
Prodotto dai primi anni venti, oltre che dalla stessa, su licenza in Giappone, dalla Mitsubishi Jūkōgyō ed identificato come Mitsubishi KM, e in Polonia, dalla Centralne Warsztaty Lotnicze (CWL) e Samolot, il modello fu uno dei migliori velivoli sviluppati dalla Francia nel periodo tra le due guerre mondiali, prodotto fino al 1928 in oltre 2 100 esemplari e 11 diverse versioni.

## Storia del progetto
Il successo del modello fu confermato dalle numerose versioni specializzate in seguito sviluppate, tra le quali l'HD-14S (Sanitarie), versione aeroambulanza adottata in 50 esemplari dall'Armée de terre, l'esercito francese, ed altre varianti derivate come l'HD.28, dalla struttura in gran parte metallica concepito espressamente per il mercato estero e che la Polonia costruì su licenza in 144 esemplari, e l'HD.17, variante realizzato per la Marine nationale, la marina militare francese, per l'addestramento dei piloti dell'Aéronautique navale, la sua componente aerea.
Oltre alla Francia l'Hanriot ricevette commissioni soprattutto da nazioni europee: Bulgaria, Grecia, Polonia (che ne acquistò 70 unità nel 1924), Spagna e Unione Sovietica (30 esemplari). Al di fuori dell'Europa ci furono contratti stipulati con l'Impero giapponese, che acquistò una licenza di produzione girata poi alla Mitsubishi Jūkōgyō che lo produsse come Mitsubishi KM, e con il Messico.
Risulta anche da documentazione fotografica l'utilizzo di esemplari, probabilmente a scopo di valutazione, in Belgio.

## Impiego operativo
L'HD.14 iniziò ad entrare in servizio con i diversi reparti di addestramento al volo dell'Armée de terre nei primi anni venti, principale committente con 1 925 esemplari consegnati. Utilizzato principalmente per la formazione dei nuovi piloti, si registrano impieghi operativi in zona di guerra, in occasione della guerra del Rif, dove venne impiegato come aereo da collegamento.
Gli esemplari acquistati dalla Spagna trovarono impiego nelle scuole di volo, impiegati nella formazione dei piloti prima dalla Aeronáutica Militar Española e poi, dal 1931 con l'instaurazione della seconda repubblica spagnola, dalla ridesignata Fuerzas Aéreas de la República Española (FARE) che combatterono nella Guerra civile spagnola.

### Primati
Le particolari caratteristiche del modello consentirono ai suoi piloti di esprimere prestazioni, in alcuni casi, eccezionali. Tra le imprese più rilevanti sono note quelle del lieutenant (tenente) dell'Armée de terre Joseph Thoret, capace di ottenere due primati nel volo senza motore, prima nel 1923 per migliorarlo l'anno successivo. Il 3 febbraio 1923, partendo da Biskra, in Algeria, a quel tempo colonia francese, riuscì a rimanere in volo a motore spento per 7 h e 3 min, impresa migliorata il 27 agosto 1924 quando, nella zona delle Alpi, volò a motore spento per 9 h e 4 min ottenendo pure un guadagno di quota da 25 a 575 m s.l.m..

## Varianti
HD.14
versione iniziale di produzione in serie, indicata anche come HD.14 EP2.
HD.14ter
sostanziale sviluppo del 1922, indicata anche comeHD.14/23.
HD.14S
versione aeroambulanza (S = Sanitaire)
HD.141
designazione degli esemplari ex Armée de terre demilitarizzati, ceduti sul mercato dell'aviazione generale ed utilizzati nei vari aeroclub sul territorio francese.
H.410
sviluppo del 1928, nuova motorizzazione, affidata ad un motore radiale Lorraine 5 cilindri, e nuovo carrello d'atterraggio.
H.411
sviluppo dell'HD.410
LH.412
ulteriore sviluppo dell'HD.410
H.28
designazione del modello di produzione su licenza costruito in Polonia, caratterizzato da leggere modifiche all'originale progetto dell'HD.14/23
Ki 1
designazione ufficiale assegnata dall'Esercito imperiale giapponese per i propri reparti da addestramento al volo all'HD.14 prodotto sul licenza in Giappone.

## Utilizzatori
Belgio
- Aéronautique Militaire/Militair Vliegwezen

 Bulgaria
- Aeronautica militare bulgara

 Francia
- Armée de terre

 Giappone
- Dai-Nippon Teikoku Rikugun Kōkū Hombu

 Grecia
- Ellinikí Vasilikí Aeroporía

 Messico
- Fuerza Aérea Mexicana

 Polonia
- Siły Powietrzne

 Spagna
- Aeronáutica Militar Española

 Spagna
- Fuerzas Aéreas de la República Española

 Unione Sovietica
- Voenno-vozdušnye sily

### Pubblicazioni
- Hanriot HD-14, in Aerei da guerra, Ginevra - Novara, Edito Service S.A. - Istituto Geografico De Agostini, 1993.